# Henri Martin (kunstschilder)

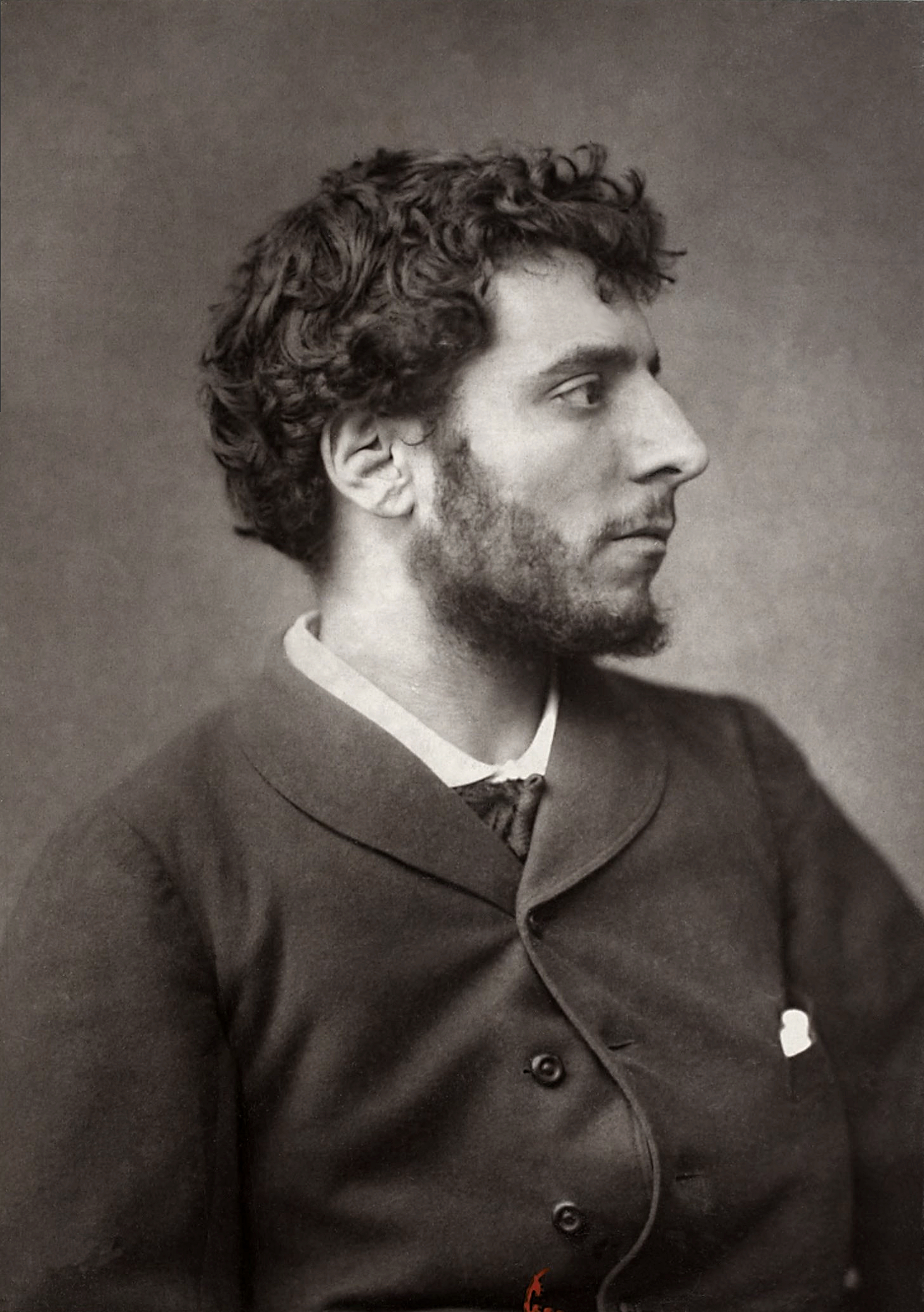
Henri Martin (1882)

Henri-Jean Guillaume (Henri) Martin (Toulouse, 5 augustus 1860 – Labastide-du-Vert, 12 november 1943) was een Frans schilder. Hij werd opgeleid in een academische stijl, werd vervolgens beïnvloed door het neo-impressionisme en later door het symbolisme.

## Leven en werk
Martin werd geboren in Toulouse als zoon van een timmerman een moeder van Italiaanse afkomst. Aanvankelijk leek hij voorbestemd in de voetsporen van zijn vader te treden, maar hij wist zijn vader er met succes van te overtuigen dat hij een kunstenaar wilde worden. In 1877 schreef hij zich in aan de Academie voor Schone Kunsten te Toulouse en in 1879 kon hij met een beurs gaan studeren in Parijs, waar hij in de leer trad bij Jean-Paul Laurens.

Zomer

Aanvankelijk schilderde Martin in een academische stijl. In 1884 won hij een medailles bij de Parijse salon. In 1885 reisde hij met een studiebeurs door Italië en bestudeerde samen met medestudenten Edmond Aman-Jean en Ernest Laurent werken van Giotto en Masaccio. Terug in Parijs ontwikkelde hij een eigen stijl die zich kenmerkte door korte penseelstreken. In 1886 won hij op de Parijse salon een gouden medaille met een pointillistisch schilderij. Tot 1900 werkte hij vervolgens vooral in een neo-impressionisme stijl. Later werd hij beïnvloed door het symbolisme en primitivisme. In zijn hele oeuvre laat hij een sterke aandacht zijn voor kleurcompositie en een afgewogen vlakverdeling.
Henri Martin had twee zoons die ook beiden schilderden:  Claude-René Martin (echte naam René Jean Martin), geboren op 15 juin 1885 te Parijs en de broer Jac Martin-Ferrières.
Martin, die een goede vriend was van Auguste Rodin vestigde zich in de laatste periode van zijn leven in een afgelegen omgeving nabij Cahors. Daar overleed hij in 1943, op 83-jarige leeftijd. Zijn werk is onder andere te zien in het Musée d'Orsay te Parijs, het Museum voor Schone Kunsten te Gent en het Museum voor Schone Kunsten te Rijsel.

## Werken

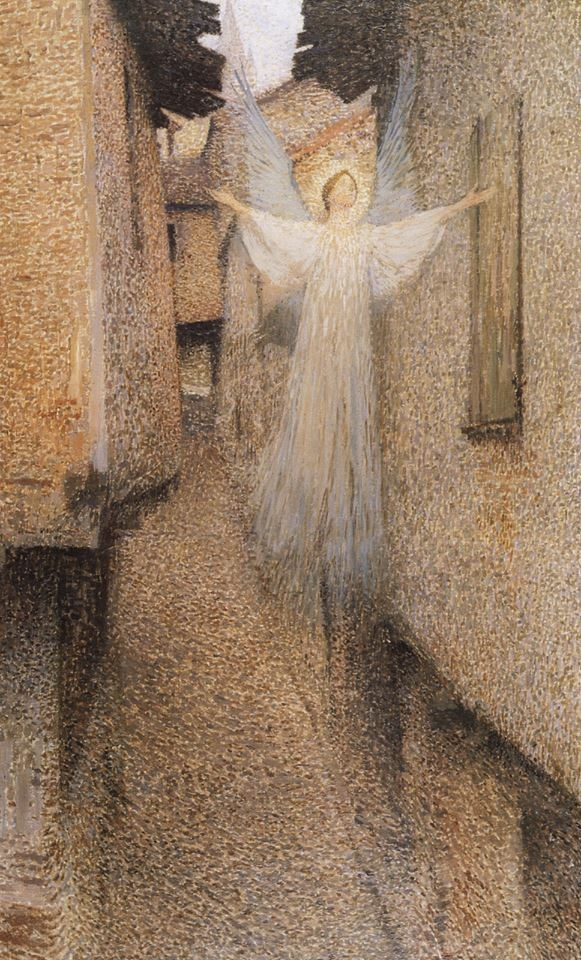
De verschijning
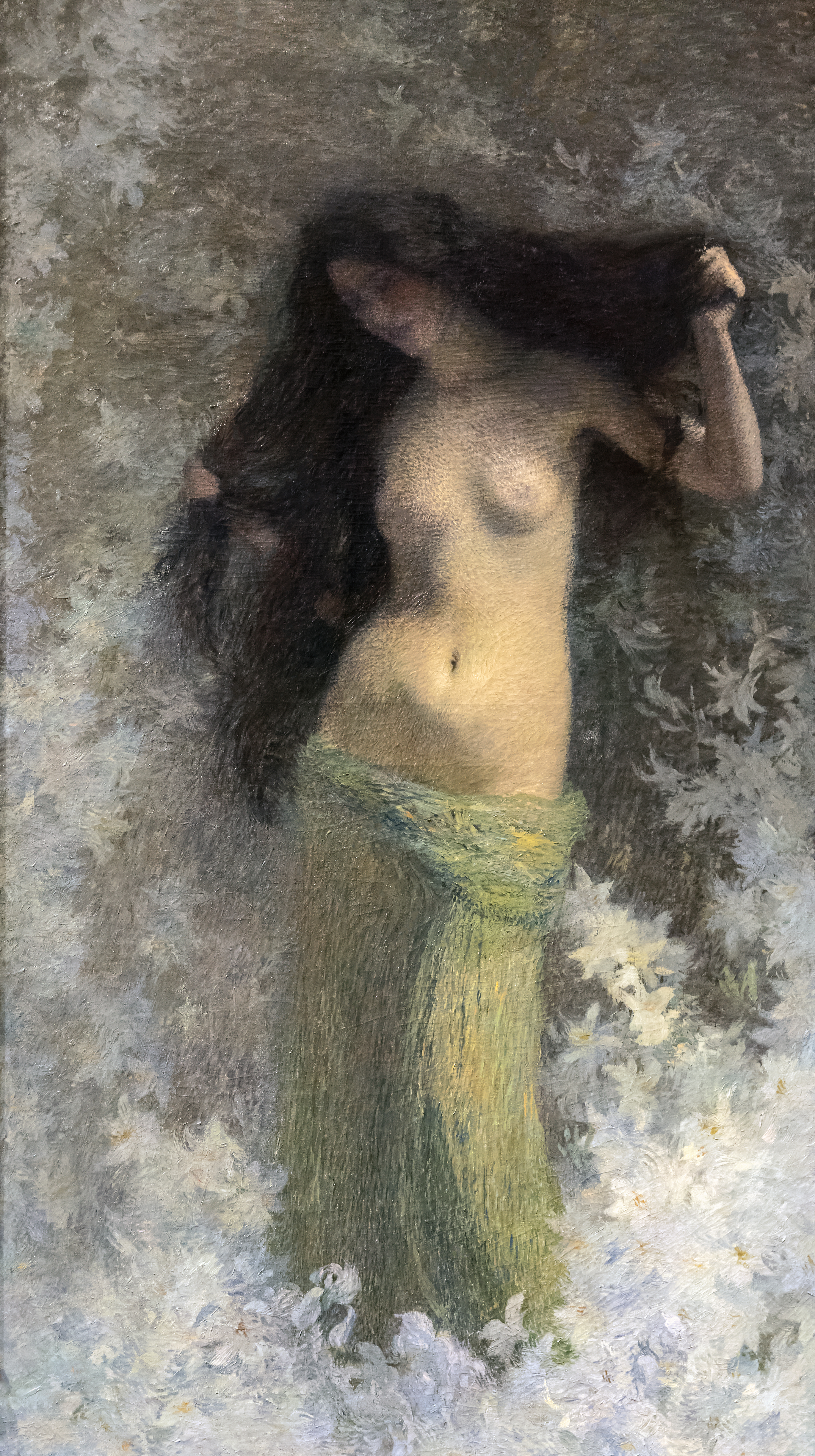
Beauté
Les Poëtes du Gay Savoir
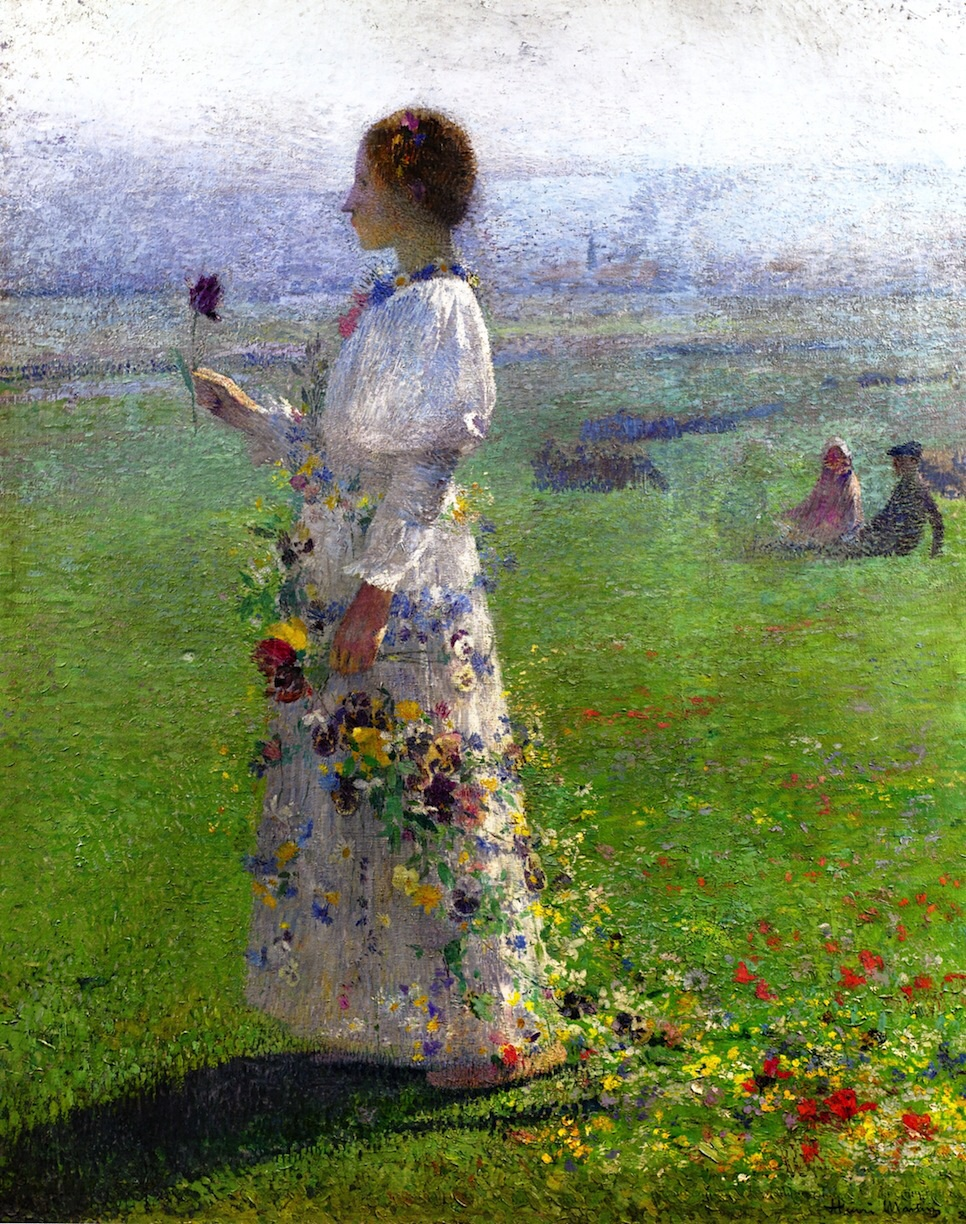
Jonge vrouw in de wei
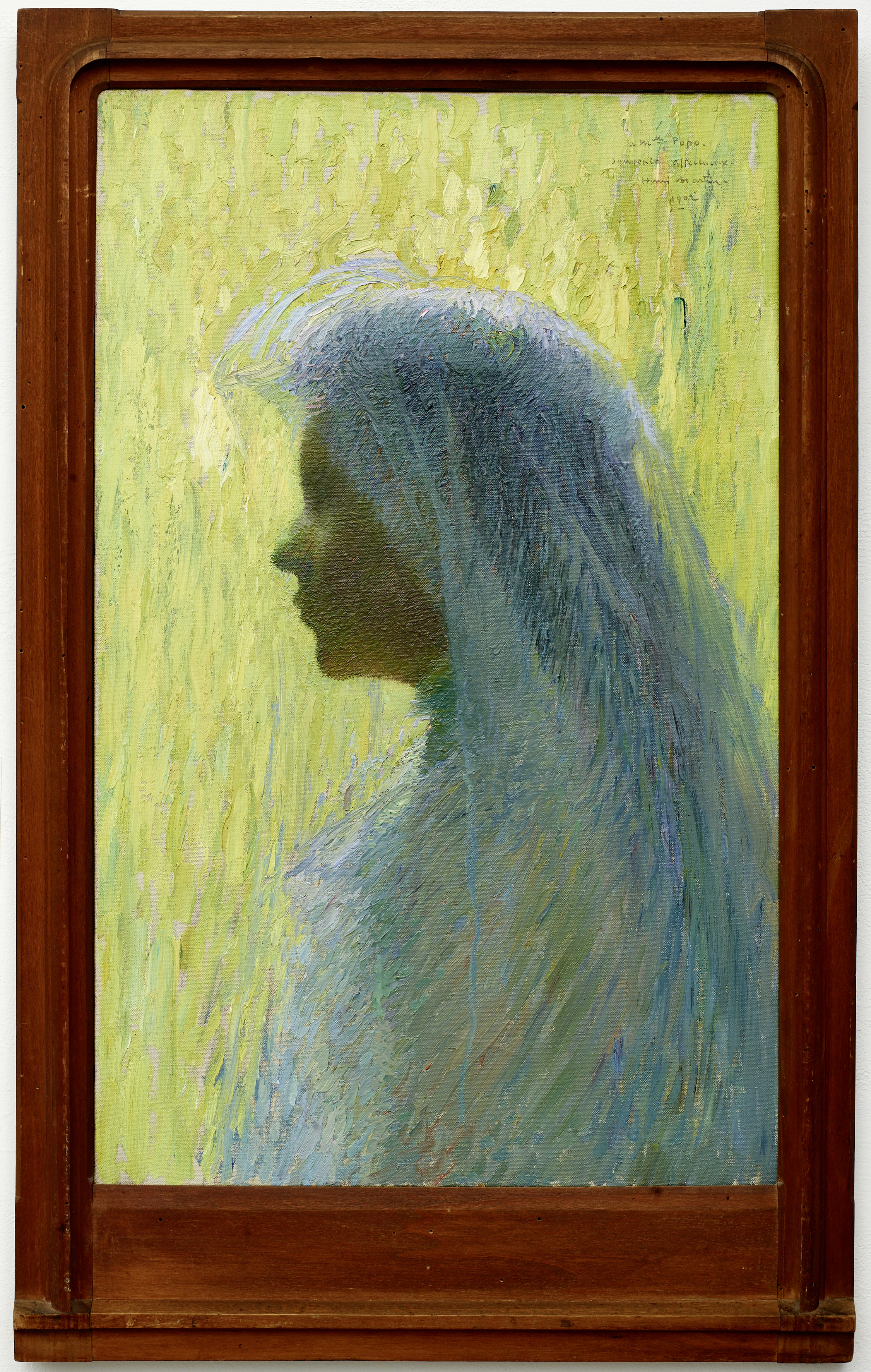
Profil au voile
Saint-Cirq-Lapopie, Place du Carol in de regen
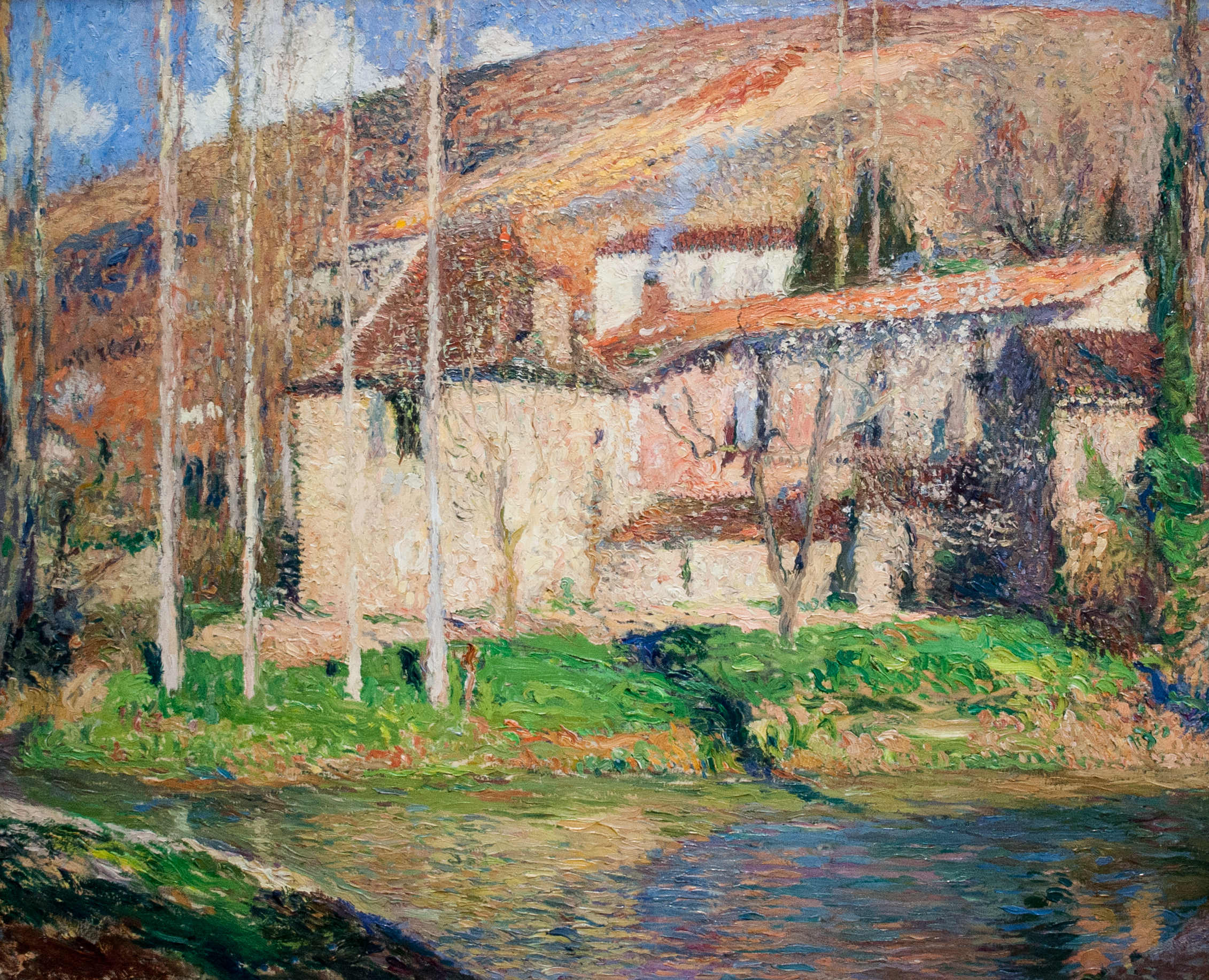
Vue de Labastide-du-Vert
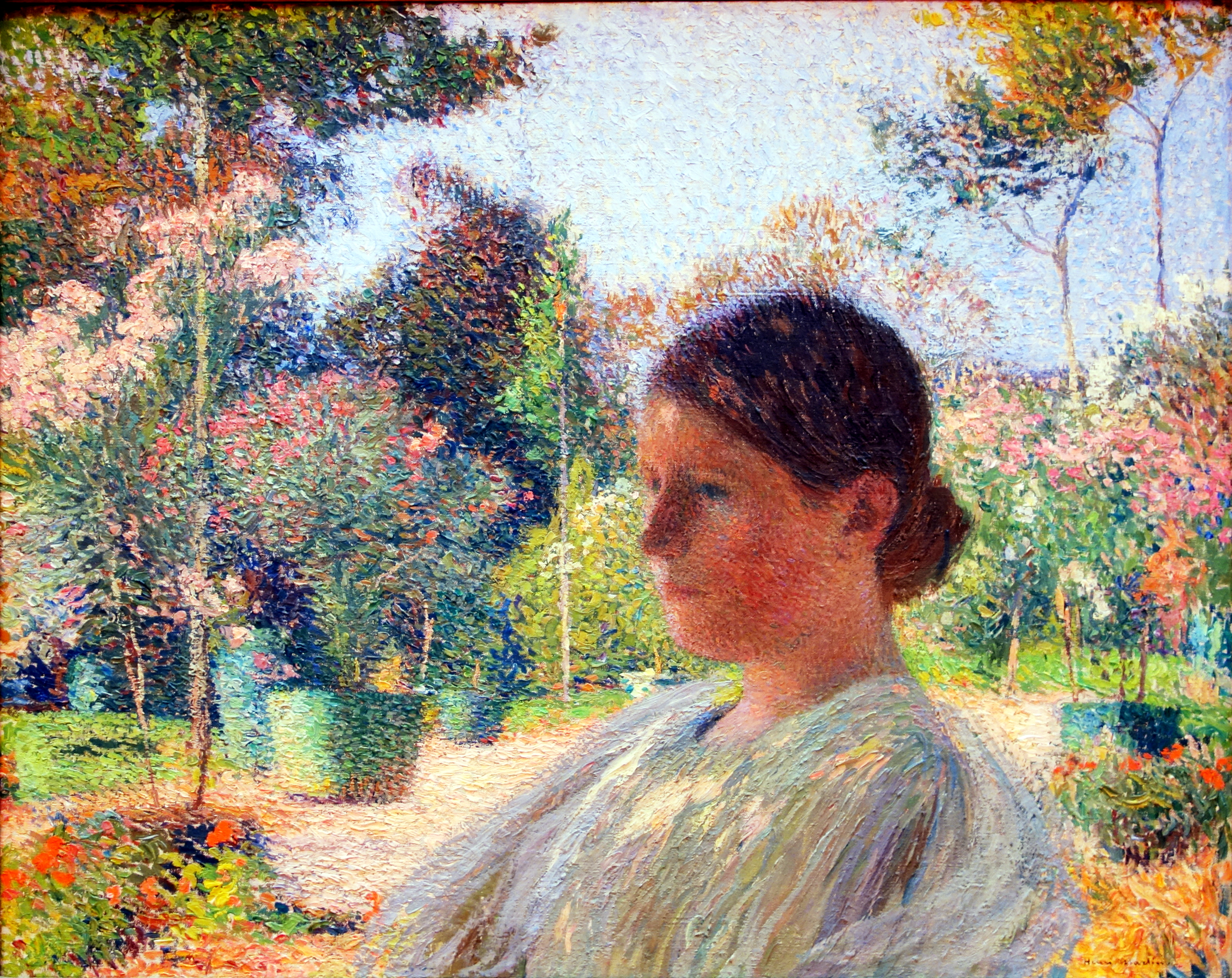
In de tuin

## Tentoonstelling
- In Singer Laren van 22 januari t/m 11 mei 2025: Henri Martin & Henri Le Sidaner